# Епархия Клойна
Епархия Клойна (лат. Dioecesis Cloynensis, ирл. Deoise Chluain) — диоцез Римско-католической церкви, в составе митрополии Кашела и Эмли в Ирландии. Основан в 1152 году.
В настоящее время (последние данные представлены в 2013 году) площадь диоцеза составляет 3 440 км² с населением в 169 318 человек, из которых 151 144 человек исповедуют католицизм и являются членами Римско-католической церкви. Клир епархии включает 119 священников (118 епархиальных и 1 монашествующего), 1 монаха и 166 монахинь.
С 2013 года епархией управляет епископ Уильям Крин. Епархиальное управление находится в городе Ков, Корк.

## Территория
В юрисдикцию епархии входит 46 приходов на севере и востоке графства Корк, в провинции Манстер, в Ирландии. Название диоцеза происходит от названия посёлка Клойн, где прежде находилась кафедра епископа в древней церкви Святого Колмана. Ныне этот храм принадлежит протестантам.
Кафедра епископа находится в соборе святого Колмана в городе Ков. Собор был освящён 12 августа 1919 года епископом Робертом Брауном.

## История
Христианство на территории епархии появилось в V веке после проповеди святого Патрика. Во второй половине VI века в Клуайн Уама (ирл. Cluain Uamha — «Луга среди пещер»), ныне Клойн, на земле дарованной Кайрпре Кроммом, королём Мунстера, святой Колман основал школу и монастырь, в котором стал аббатом. В 560 году он был хиротонисан в епископы, став одновременно первым епископом и настоятелем аббатства. В IX—XII веках викинги неоднократно нападали на монастырь. Они разоряли его в 822, 824 и 885 годах. Во время нападения в 888 году ими был убит Фергал, епископ и аббат Клойна. В последний раз они разорили монастырь в 1137 году. Всего за период с 882 по 1137 год сохранились записи о семи опустошительных рейдах викингов на аббатство.
Диоцез Клойн был основан в 1152 году на Соборе в Келлс, став одной из двенадцати викарных епархий архиепархии Кашела. С XIII по XV век, после завоевания Ирландии норманнами, в епископы Клойна ставились, главным образом, англичане. В 1250 году при епископе Николасе из Эффингэма в Клойне была построена церковь Святого Колмана на месте прежнего древнего храма. К началу XV века некогда богатая епархия из-за действий ирландских и английских феодалов оказалась разорённой. По этой причине в 1429 году кафедра в Клойне была объединена с кафедрой в Корке. Одним из самых известных епископов Корка и Клойна в XV веке был блаженный Таддеус Маккарти, беатифицированный римским папой Львом XIII в 1896 году.
В XVI—XVIII веках, с началом Реформации в Ирландии и принятием Уголовных законов против католиков, епархия лишилась собора и семинарии, а епископы Корка и Клойна бежали на континент. Трое из них умерли в изгнании — Роберт Барри в Нанте в 1662 году, Джон Слейн в Лиссабоне в 1712 году и Джон О’Брайн в Лионе в 1769 году. Новые священники для диоцеза готовились в университетах Рима, Парижа или Лёвена. В 1747 году епархия Корка и Клойна была разделена. Кафедра Клойна была объединена с кафедрой Росса. Среди архиереев занимавших кафедру в то время, особенно примечательна личность Джона О’Брайна, первого епископа Клойна и Росса, который учредил в Лёвенском университете стипендии для семинаристов из Ирландии и составил грамматику ирландского языка. С 1769 года все епископы Клойна, за исключением Тимоти Мёрфи, проживали в резиденции в Квинстауне, ныне Ков.
В XIX веке, после фактического прекращения гонений на католиков в Великобритании со стороны государства, епархия Клойна и Росса начала восстанавливаться. С 1800 по 1850 год были построены сто церквей. К 1907 году, несмотря на потерю большой части прихожан из-за эмиграции, только в епархии Клойна действовали сто три приходские церкви, а также монашеские институты, курировавшие средние и высшие учебные заведения и благотворительные организации.
В 1850 году, после выделения диоцеза Клойна в отдельную епархию было принято решение о строительстве нового собора. Строительство началось 30 сентября 1869 года, с закладки епископом Уильямом Кином первого камня в фундамент. Проект храма в неоготическом стиле был разработан архитекторами Эдвадром Уэлби Пьюджином и Джорджем Эшлином. 15 июня 1879 года епископ Джон Маккартни отслужил в соборе первую Мессу. Все работы по возведению храма были завершены спустя почти полвека после начала его строительства. 12 июня 1919 года храм был торжественно освящён епископом Робертом Брауном.
В начале XXI века в диоцезе разгорелся скандал, причиной которого стали обвинения в сексуальном насилии над несовершеннолетними, предъявленные нескольким священникам епархии. Расследование, проведённое совместно государственными и церковными структурами, подтвердило факты сокрытия подобных случаев в епархии. Подробный отчёт об этом был опубликован службой по охране здоровья в 2011 году. Ещё до публикации отчёта, 7 марта 2009 года римский папа Бенедикт XVI отстранил епископа Клойна от управления епархией, назначив апостольским администратором диоцеза Дермота Клиффорда, архиепископа Кашела и Эмли; 24 марта 2010 года епископ Джон Мэджи был отправлен на покой. C 2010 года при диоцезе действует Служба по защите детства, чьей главной задачей является выявление, предотвращение и недопущение случаев насилия над детьми.

## Ординарии епархии
В настоящее время римско-католическую кафедру Клойна возглавляет 35-й епископ.